# VentureBeat
VentureBeat — американський технологічний вебсайт зі штаб-квартирою в Сан-Франциско, Каліфорнія. VentureBeat — це джерело технічних новин, яке публікує новини, аналітику, розгорнуті статті, інтерв'ю та відео. Компанію VentureBeat заснував у 2006 році Метт Маршалл, колишній кореспондент The Mercury News.

## Історія
У березні 2009 року VentureBeat підписала угоду про партнерство з IDG щодо організації DEMO Conference, конференції для стартапів, на якій оголосили про запуск і залучили фінансування від венчурних капіталістів та інвесторів-ангелів. Партнерство з IDG завершилося у 2012 році
У вересні 2009 року Метт Маршалл взяв на себе роль виконавчого продюсера конференції DEMO. За ці роки на DEMO запустили різні компанії, зокрема Boingo, TiVo, ETrade, VMware, Palm, Java, Symantec, Salesforce та інші. У вересні 2012 року VentureBeat припинив співпрацю з DEMO.
У 2014 і 2015 роках компанія залучила зовнішнє фінансування від венчурних капіталістичних компаній Кремнієвої долини, зокрема Crosslink Capital, Walden Venture Capital, Rally Ventures, Formation 8 і Lightbank.
VentureBeat проводить різноманітні тематичні галузеві заходи, зокрема MobileBeat, GamesBeat і GrowthBeat. Крім того, він проводить кілька невеликих щорічних конклавів керівників галузі, які називаються самітами.